# C/2009 G4 (SOHO)
C/2009 G4 (SOHO) – kometa jednopojawieniowa odkryta na zdjęciach SOHO przez Arkadiusza Kubczaka. Została odkryta 4 kwietnia 2009 roku. Należy do grupy komet Kreutza.